# X Factor Grekland
X Factor är den grekiska versionen av TV-programmet The X Factor. Auditions hålls även i Cypern där programmet också sänds. Tre säsonger hölls mellan 2008 och 2009, 2009-2010 och 2010-2011. All tre vinnarna är från Cypern.

## Vinnare
- Säsong 1: Loukas Giorkas
- Säsong 2: Stavros Michalakakos
- Säsong 3: Haris Antoniou
- Säsong 4: Andreas Leontas
- Säsong 5: Panagiotis Koufogiannis

## Andra deltagare
Bland andra idag kända artister som deltagit i grekiska X Factor men som inte vunnit tävlingen finns Eleftheria Eleftheriou, Ivi Adamou och Nikki Ponte.